# Neodiplogaster tropica
Neodiplogaster tropica är en rundmaskart. Neodiplogaster tropica ingår i släktet Neodiplogaster och familjen Diplogasteridae. Inga underarter finns listade i Catalogue of Life.